# 頸卵器

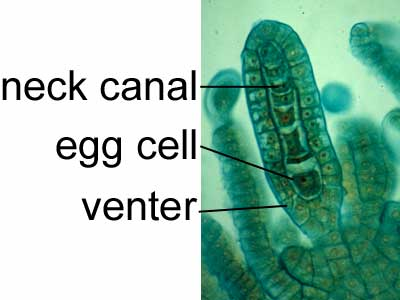
頸卵器的解剖圖

頸卵器，又稱藏卵器，是某些植物產生及含有卵子或雌配子的多細胞配子體結構或器官。頸卵器有一個長頸和一個膨脹的基部。頸卵器一般長在植物葉狀體的表面上。
頸卵器在裸子植物的大配子體中更為縮減且內含在內。而在被子植物門和買麻藤綱中則不使用頸卵器這一詞，因為此類植物的大配子體已縮至只有少許個細胞，其中一個分化成卵細胞。
與頸卵器對應的雄性器官為精子器。